# Lembosiella
Lembosiella is een monotypisch geslacht van schimmels behorend tot de familie Microthyriaceae. Het bevat alleen Lembosiella polyspora.